# Мамаду Мбодж
Мамаду Мбодж (фр. Mamadou Mbodj, нар. 12 березня 1993, Дакар) — сенегальський футболіст, захисник ізраїльського клубу «Хапоель» (Хадера).
Виступав, зокрема, за клуб «Нефтчі».

## Ігрова кар'єра
У дорослому футболі дебютував 2010 року виступами на батьківщину за команду «Дакар Сакре-Кер», в якій провів чотири сезони. 
2014 року перебрався до Європи, ставши гравцем сербської «Црвени Звезди», натомість продовжив кар'єру на правах оренди у складі «Напредака» (Крушевац). У цій команді не став гравцем основного складу, а повернувшись до «Црвени Звезди» у 2015 році, також з'являвся на полі лише епізодами.
2016 року перейшов до литовського «Жальгіріса», де нарешті став стабільним гравцем основного складу, допомігши команді здобути Кубок Литви і Суперкубок країни.
Згодом у 2019–2023 роках грав за «Нефтчі», у складі якого ставав чемпіоном Азербайджану, після чого провів 2023 рік у казахстанському «Ордабаси».
У лютому 2024 року уклав піврічну угоду з ізраїльським «Хапоелем» (Хадера).

## Титули і досягнення
- Володар Кубка Литви (1):

«Жальгіріс»: 2018
- Володар Суперкубка Литви (1):

«Жальгіріс»: 2017
- Чемпіон Азербайджану (1):

«Нефтчі»: 2020-2021